# الکساندر (موسیقی متن)
«الکساندر» آلبومی از هنرمند اهل یونان ونگلیس است که در سال ۲۰۰۴ میلادی منتشر شد.